# 大浜飛行場
大浜飛行場（おおはまひこうじょう）とは、かつて熊本県玉名郡大浜町（現在の玉名市大浜町）に存在した大日本帝国陸軍の軍用飛行場である。

## 歴史
- 1943年（昭和18年） - 陸軍によって飛行場の建設が計画される。
- 1943年（昭和18年）9月 - 工事開始
- 1944年（昭和19年） - 1500メートルの滑走路が建設。
- 1944年（昭和19年）5月14日 - 大刀洗陸軍飛行学校18分校の一つとして玉名教育隊が開隊
- 1945年（昭和20年）5月10日 - B-29による爆撃
- 1945年（昭和20年）5月13日 - 空母艦載機による爆撃